# 2014 في اسكتلندا
الأحداث في اسكتلندا من عام 2014

## أهم القادة
- الوزير الأول وحارس الختم العظيم- أليكس سالموند (حتى شهر نوفمبر من عام 2014)، ونيكولا ستورجن (منذ 20 نوفمبر من عام 2014)
- وزير دولة اسكتلندا - اليستير كارميشيل

### القادة في القانون
- محامي اللورد - فرانك مولهولاند
- المحامي العام في اسكتلندا - ليزلي طومسون
- المحامي العام لاسكتلندا - اللورد والاس من تانكرنس